# Karaops jenniferae
Espèce
Karaops jenniferae est une espèce d'araignées aranéomorphes de la famille des Selenopidae.

## Distribution
Cette espèce est endémique du Kimberley en Australie-Occidentale,. Elle se rencontre dans les monts Oscar.

## Description
La femelle holotype mesure 8,92 mm.

## Étymologie
Cette espèce est nommée en référence à Jennifer Crews, la sœur de Sarah C. Crews.

## Publication originale
- Crews & Harvey, 2011 : The spider family Selenopidae (Arachnida, Araneae) in Australasia and the Oriental region. ZooKeys, no 99, p. 1-103 (texte intégral).